# جمال راشد
جمال راشد بازیکن فوتبال حرفه‌ای بحرینی است که هم‌اکنون در باشگاه ورزشی المحرق و تیم ملی فوتبال بحرین بازی می‌کند.
وی سابقه بازی در باشگاه ورزشی الرفاع را دارد.